# Reino del Sur
Con el término Reino del Sur (en italiano: Regno del Sud) se conoce al periodo comprendido entre septiembre de 1943 y junio de 1944, cuando el rey Víctor Manuel III y Pietro Badoglio se instalaron en Brindisi, en territorio ocupado por las tropas aliadas que controlaban el sur de Italia, Sicilia y Cerdeña y que se fue extendiendo con el avance del frente de guerra hacia el norte.
Este periodo, que concluye con la proclamación de la República Italiana (2 de junio de 1946), se subdivide en cuatro momentos:
- Interregno: desde la tarde del 8 de septiembre de 1943, cuando Badoglio lanzó la proclama en la que anunciaba el armisticio con los aliados, momento que coincidió con la fuga de Roma de Víctor Manuel III hasta la reaparición del rey y su familia en Brindisi.

- Reino de Italia, con capital en Bari desde el 9 de septiembre de 1943 hasta la captura de Roma por los aliados el 4 de junio de 1944.

- Regencia del príncipe Humberto de Saboya: del 5 de junio de 1944 al 9 de mayo de 1946.

- Reinado de Humberto II del 9 de mayo de 1946 al 2 de junio de 1946, cuando el rey se exilió tras proclamarse la República.

## Nota
1. ↑  Con Reino del Sur también se puede referir al Reino de Judá descrito así por la Biblia.